# ۹۰۷ (میلادی)
۹۰۷ (میلادی) نهصد  و هفتمین سال تقویم میلادی است.

## درگذشتگان
- اسماعیل سامانی : نخستین پادشاه سلسله سامانی.

‎